# Tojad wschodniokarpacki typowy
Tojad wschodniokarpacki typowy (Aconitum lasiocarpum (Rchb.) Gáyer subsp. lasiocarpum) – podgatunek rośliny z rodziny jaskrowatych. 

## Rozmieszczenie geograficzne
Endemit Karpat Wschodnich. W Polsce występuje tylko w Bieszczadach Zachodnich na ok. 30 stanowiskach.

## Morfologia
Podgatunek typowy różni się od tojadu wschodniokarpackiego Kotuli owłosieniem szypułek kwiatowych: są one gruczołowato owłosione (tojad wschodniokarpacki Kotuli ma szypułki nagie lub z domieszką włosków niegruczołowych).

## Biologia i ekologia
Bylina, hemikryptofit. Kwitnie od lipca do września. Rośnie w źródliskach, ziołoroślach, zaroślach, na młakach, kamieńcach i w łęgach. Liczba chromosomów 2n=16. 	

## Ochrona
Roślina podlega w Polsce ochronie ścisłej. Większość stanowisk znajduje się na obszarze Bieszczadzkiego Parku Narodowego.